# Wybory parlamentarne w Gruzji w 2016 roku
Wybory parlamentarne w Gruzji odbyły się 8 października 2016 (I tura). Druga tura w 51 (spośród 73) okręgów jednomandatowych przeprowadzona będzie w ciągu 25 dni. Gruzini wybierają 150 posłów do Parlamentu: 77 w głosowaniu proporcjonalnym i 73 w okręgach jednomandatowych. Tego samego dnia odbywają się równoległe wybory do Rady Najwyższej Adżarskiej Republiki Autonomicznej.

## System wyborczy
W Gruzji obowiązuje ordynacja mieszana. 77 mandatów przydzielanych jest w głosowaniu proporcjonalnym na zamknięte listy kandydatów w jednym okręgu wyborczym, obejmującym cały kraj. Aby uczestniczyć w podziale mandatów, lista musi przekroczyć 5-procentowy próg wyborczy. Pozostałe 73 mandaty przydzielane są w systemie większościowym w okręgach jednomandatowych. Mandat przypada kandydatowi, który uzyskał bezwzględną większość głosów. Jeśli żaden z kandydatów nie uzyska ponad 50% ważnych głosów, przeprowadza się drugą turę nie później niż w ciągu 25 dni od pierwszego głosowania.

## Scena polityczna
W wyborach w 2012 przytłaczającą większość głosów (ok. 95%) i całą pulę miejsc w parlamencie zgarnęły dwie główne siły polityczne: Zjednoczony Ruch Narodowy i koalicja sześciu partii Gruzińskie Marzenie. W międzyczasie obie strony uległy dekompozycji. W listopadzie 2014 koalicję Gruzińskie Marzenie opuściła Nasza Gruzja, a w kwietniu 2016 Forum Narodowe. Również Republikanie zapowiedzieli w marcu 2016 samodzielny start w wyborach, mimo że pozostali równocześnie w koalicji rządzącej. Także w Zjednoczonym Ruchu Narodowym dochodziło do rozłamów, wskutek których powstały nowe partie – Nowe polityczne Centrum – Szyszka oraz Nowa Gruzja. Na scenie politycznej pojawiły się nowe partie, takie jak chadeckie ugrupowanie Państwo dla Ludzi czy prorosyjscy Centryści.
26 sierpnia upłynął termin rejestracji partii i bloków wyborczych. 30 sierpnia Centralna Komisja Wyborcza ogłosiła, że zarejestrowano 26 partii startujących samodzielnie i 18 partii startujących w 6 blokach wyborczych. Centralna Komisja Wyborcza odrzuciła wniosek o rejestrację 19 partii, w większości przypadków z powodu braku wymaganych podpisów poparcia.
Ostatecznie w wyborach wzięło udział 19 partii startujących samodzielnie i 6 bloków wyborczych. W 73 okręgach jednomandatowych wystartowało łącznie 816 osób, od 6 do 16 kandydatów na okręg, w tym 136 kobiet i 53 kandydatów niezależnych.

## Kampania wyborcza

Billboard partii Gruzińskie Marzenie, Tbilisi, sierpień 2016

8 czerwca 2016 opublikowany został dekret prezydenta, wyznaczający datę wyborów parlamentarnych na 8 października. Od tej pory rozpoczęła się formalnie kampania wyborcza.
Kampania rządzącej partii Gruzińskie Marzenie ogniskowała się wokół 4-punktowego planu, który obejmuje: 1. dalszą liberalizację podatków i wspieranie przedsiębiorczości, 2. dobre rządzenie, 3. rozwój regionalny i inwestycje w infrastrukturę, 4. reformę edukacji.
23 września Biuro Instytucji Demokratycznych i Praw Człowieka (ODIHR) ogłosiło raport cząstkowy na temat kampanii wyborczej w Gruzji. Według autorów raportu „przekaz kampanii skupia się głównie na kwestiach społeczno-ekonomicznych, rozwoju infrastruktury, rolnictwie i integracji euroatlantyckiej”. Za najbardziej aktywne w kampanii uznało ODIHR Gruzińskie Marzenie i Zjednoczony Ruch Narodowy, wskazując, że ton prowadzonej przez te partie kampanii jest „konfrontacyjny”.

### Polityka zagraniczna
Jednym z głównych tematów kampanii stała się polityka zagraniczna. 5 sierpnia trzy centroprawicowe partie – Nowe Polityczne Centrum – Szyszka, Nowa Gruzja oraz Nowa Prawica zapowiedziały utworzenie bloku wyborczego, skupionego wokół trzech punktów: wolności osobistych, wolności gospodarczej i opcji prozachodniej. 18 sierpnia do bloku przyłączyła się nowo utworzona partia Państwo dla Ludzi, założona przez śpiewaka operowego Paatę Burczuladzego. Burczuladze został liderem bloku. Jednym z głównych postulatów koalicji jest przystąpienie Gruzji do NATO. 27 września Nowe Polityczne Centrum – Szyszka ogłosiło jednak, że opuszcza blok wyborczy, a tym samym rezygnuje z udziału w wyborach.
Głównym tematem kampanii partii Ruch Demokratyczny jest wpisanie do Konstytucji gwarancji neutralności wojskowej Gruzji. W spocie wyborczym liderka tej partii Nino Burdżanadze przekonywała, że jest to jedyna szansa na odzyskanie przez Gruzję integralności terytorialnej i ekonomicznego dobrobytu.
W odpowiedzi lider Partii Republikańskiej Dawit Usupaszwili zapowiedział wniosek o zapisanie w preambule Konstytucji dążenia Gruzji do „zajęcia pełnoprawnego miejsca w euroatlantyckim systemie bezpieczeństwa i współpracy państw demokratycznych”.
Z kolei prorosyjscy Centryści wyemitowali kontrowersyjny spot wyborczy, w którym prezentowano rosyjską flagę, rosyjskich żołnierzy i zdjęcie Władimira Putina; spot obiecywał „rosyjskie emerytury, podwójne obywatelstwo i rosyjskie bazy wojskowe na terytorium Gruzji”. Kilka dni później partia została wykreślona z rejestru partii politycznych z przyczyn formalnych. W uzasadnieniu napisano, że partia nie posiada władz wybranych zgodnie ze swoim statutem.

### Afery podsłuchowe
14 września w internecie opublikowane zostało nagranie rozmowy telefonicznej między liderem opozycyjnej partii Państwo dla Ludzi Paatą Burczuladzem a szefem prywatnej stacji telewizyjnej Rustawi 2 Niką Gwaramia. W podsłuchanej rozmowie Gwaramia wyraził rozczarowanie w związku z tym, że partnerzy koalicyjni Burczuladzego z bloku Państwo dla Ludzi – Szyszka dopuszczaliby zawarcie po wyborach koalicji z Gruzińskim Marzeniem. Zadeklarował, że „to jest nieprzekraczalna granica” i że Rustawi 2 TV „nie jest gotowa współpracować z tymi, którzy są gotowi współpracować z Iwaniszwilim”. Burczuladze odpowiedział, że słowa jego kolegów zostały źle zrozumiane.
Wcześniej w kampanii wyborczej politycy Gruzińskiego Marzenia wielokrotnie atakowali partię Państwo dla Ludzi, zarzucając jej bycie „satelitą” Zjednoczonego Ruchu Narodowego. Komentując podsłuchaną rozmowę, jeden z polityków Gruzińskiego Marzenia stwierdził, że dowodzi ona, iż Gwaramia „próbuje dawać instrukcje” Burczuladzemu.
Gwaramia bronił się, stwierdzając, że w opublikowanym nagraniu usunięta została wypowiedź Burczuladzego, w której stwierdzał, że jego partia jest w opozycji zarówno wobec Gruzińskiego Marzenia, jak i Zjednoczonego Ruchu Narodowego. Z kolei Państwo dla Ludzi zarzuciło rządowi nielegalne podsłuchiwanie opozycji i wykorzystywanie służb specjalnych do manipulowania kampanią wyborczą.
27 września w internecie pojawiło się nagranie rzekomej rozmowy między przebywającym na Ukrainie byłym prezydentem Saakaszwilim a politykami Zjednoczonego Ruchu Narodowego. Rozmowa dotyczy planów obalenia rządu w przypadku ponownego zwycięstwa Gruzińskiego Marzenia. Rzekomo nagrani politycy zaprzeczyli, jakoby taka rozmowa miała miejsce, równocześnie oskarżając partię rządzącą o preparowanie materiałów mających skompromitować opozycję.

## Wyniki wyborów
Według wstępnych wyników oficjalnych ogłoszonych przez Centralną Komisję Wyborczą mandaty w systemie proporcjonalnym otrzymają najprawdopodobniej dwie partie: Gruzińskie Marzenie (49,55% głosów) i Zjednoczony Ruch Narodowy (26,63% głosów). Pozostałym listom nie udało się przekroczyć progu wyborczego. W 22 okręgach jednomandatowych wygrali kandydaci Gruzińskiego Marzenia. W pozostałych 51 okręgach jednomandatowych przeprowadzona zostanie druga tura głosowania, najczęściej między kandydatami Gruzińskiego Marzenia i Zjednoczonego Ruchu Narodowego.